# Bent Sørmo
Bent Sørmo (Levanger, 1996. szeptember 22. –) norvég korosztályos válogatott labdarúgó, a belga Zulte-Waregem hátvédje.

## Pályafutása

### Klubcsapatokban
Sørmo a norvégiai Levanger városában született. Az ifjúsági pályafutását a helyi Levanger akadémiájánál kezdte.
2012-ben mutatkozott be a Levanger felnőtt csapatában. 2013 decemberében az első osztályban szereplő Rosenborghoz igazolt, ahol egyetlen ligamérkőzésen sem lépett pályára. A 2015-ös szezonban kölcsönben a Levanger csapatát erősítette, majd a következő két szezonra a klubhoz igazolt. 2018 januárjában a Kristiansundhoz igazolt. Először a 2018. március 17-ei, Rosenborg elleni mérkőzésen lépett pályára. Első gólját 2019. augusztus 4-én, a Vålerenga ellen 1–1-es döntetlennel zárult mérkőzésen szerezte. 2021. július 1-jén a belga Zulte-Waregem csapatához szerződött.

### A válogatottban
Sørmo az U17-estől egészen az U19-es korosztályig képviselte Norvégiát.

## Statisztikák
2022. április 10. szerint
| Klub                  | Szezon   | Osztály        | Bajnokság | Bajnokság | Kupa  | Kupa | Nemzetközi | Nemzetközi | Összesen | Összesen |
| Klub                  | Szezon   | Osztály        | Meccs     | Gól       | Meccs | Gól  | Meccs      | Gól        | Meccs    | Gól      |
| --------------------- | -------- | -------------- | --------- | --------- | ----- | ---- | ---------- | ---------- | -------- | -------- |
| Levanger              | 2012     | divisjon 2.    | 5         | 2         | 0     | 0    | —          | —          | 5        | 2        |
| Levanger              | 2013     | divisjon 2.    | 18        | 3         | 2     | 0    | —          | —          | 20       | 3        |
| Levanger              | Összesen | Összesen       | 23        | 5         | 2     | 0    | 0          | 0          | 25       | 5        |
| Rosenborg             | 2014     | Tippeligaen    | 0         | 0         | 0     | 0    | 1          | 0          | 1        | 0        |
| Levanger (kölcsönben) | 2015     | OBOS-ligaen    | 24        | 0         | 1     | 0    | —          | —          | 25       | 0        |
| Levanger              | 2016     | OBOS-ligaen    | 29        | 2         | 1     | 0    | —          | —          | 30       | 2        |
| Levanger              | 2017     | OBOS-ligaen    | 27        | 0         | 1     | 0    | —          | —          | 28       | 0        |
| Levanger              | Összesen | Összesen       | 80        | 2         | 3     | 0    | 0          | 0          | 83       | 2        |
| Kristiansund          | 2018     | Eliteserien    | 26        | 0         | 3     | 1    | —          | —          | 29       | 1        |
| Kristiansund          | 2019     | Eliteserien    | 26        | 1         | 2     | 0    | —          | —          | 28       | 1        |
| Kristiansund          | 2020     | Eliteserien    | 30        | 1         | 0     | 0    | —          | —          | 30       | 1        |
| Kristiansund          | 2021     | Eliteserien    | 5         | 0         | 0     | 0    | —          | —          | 5        | 0        |
| Kristiansund          | Összesen | Összesen       | 87        | 2         | 5     | 1    | 0          | 0          | 92       | 3        |
| Zulte-Waregem         | 2021–22  | Jupiler League | 10        | 0         | 0     | 0    | —          | —          | 10       | 0        |
| Összesen              | Összesen | Összesen       | 200       | 9         | 10    | 1    | 1          | 0          | 211      | 10       |

## Fordítás
Ez a szócikk részben vagy egészben  a   Bent Sørmo című angol Wikipédia-szócikk fordításán alapul.  Az eredeti cikk szerkesztőit annak laptörténete sorolja fel. Ez a jelzés csupán a megfogalmazás eredetét és a szerzői jogokat jelzi, nem szolgál a cikkben szereplő információk forrásmegjelöléseként.